# Carnero (sepultura)
Carnero es el nombre que reciben distintas clases de sepulturas.

## Etimología
Procede del latín carnarĭum, fosa. No es una palabra frecuente; se usa como sinónimo de fosa común y también de sepulcro.

## Tipología

### Fosas comunes
Los carneros eran zanjas o grandes hoyos utilizados para sepulturas colectivas. Se usaban en casos de epidemia (por ejemplo, en la de peste que sufrió la ciudad de Sevilla en 1649) y también como osario de los restos que se retiraban del interior de las iglesias en la renovación de sus tumbas.

### Sepulcro
Carnero alude asimismo a un sepulcro, especialmente al que está elevado sobre el piso de las iglesias, situado en una hornacina de sus muros.